# Urketa
Urketa (en francès i oficialment Urcuit) és un municipi d'Iparralde al territori de Lapurdi, que pertany administrativament al departament dels Pirineus Atlàntics (regió de la Nova Aquitània). Recorreguda pel riu Ardanabia, la comuna limita amb Saint-Martin-de-Seignanx i Saint-Barthélemy al nord, a l'oest amb Lehuntze, al sud amb Mugerre i Beskoitze, a l'est amb Ahurti.

## Evolució demogràfica
| 1901 | 1962 | 1968 | 1975 | 1982  | 1990  | 1999  |
| ---- | ---- | ---- | ---- | ----- | ----- | ----- |
| 954  | 769  | 749  | 882  | 1.329 | 1.688 | 1.796 |
|      |      |      |      |       |       |       |

## Administració
| Data d'elecció                               | Identitat            | Qualitat |
| -------------------------------------------- | -------------------- | -------- |
| Les dades anteriors a 1995 no són conegudes. |                      |          |
| 1995                                         | Michel Irigaray      |          |
| 2001                                         | Barthélémy Bidégaray |          |

## Imatges de la vila

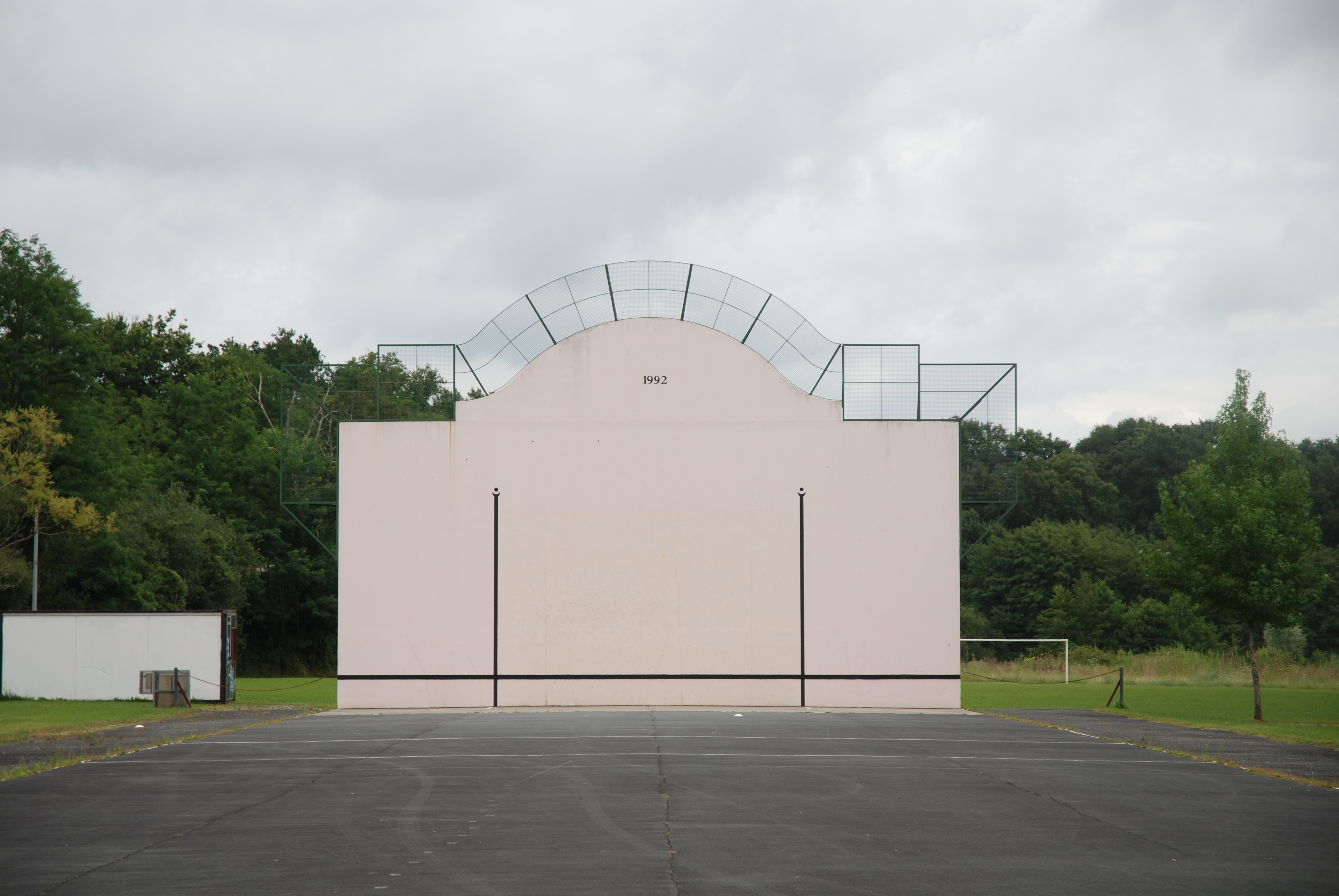
El frontó
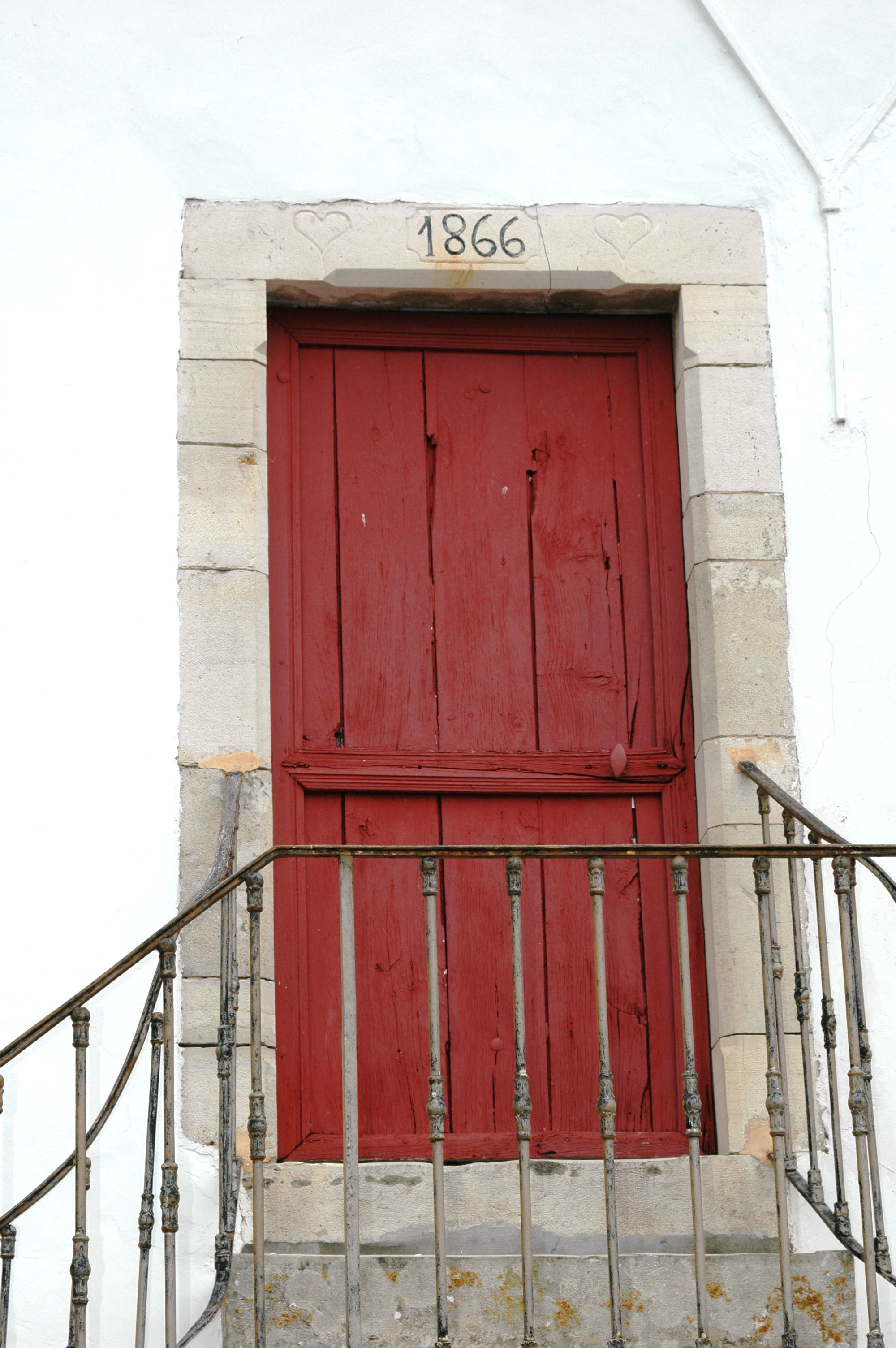
Detall d'una porta antiganne (1866)
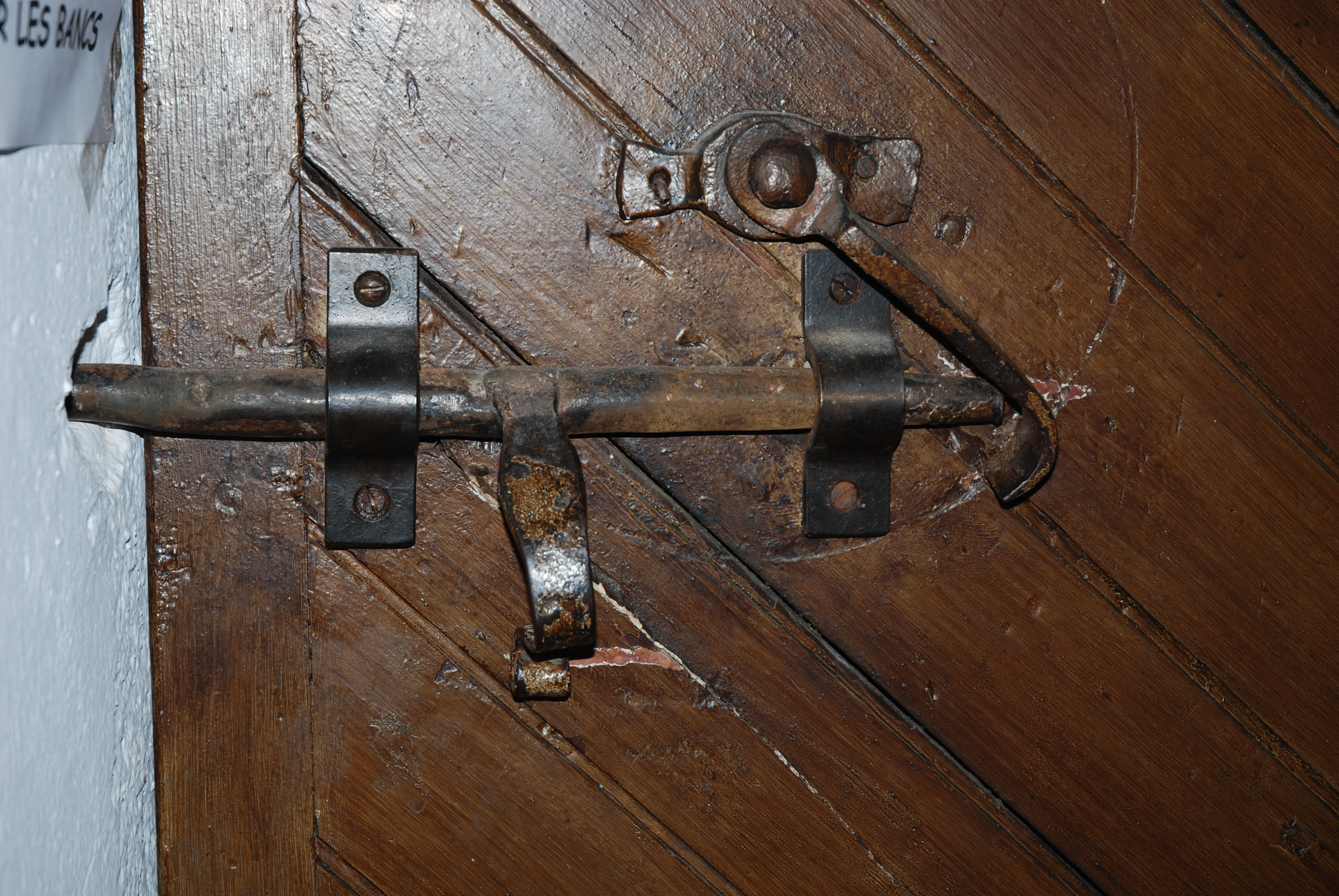
Detall d'un pany antic

## Patrimoni religiós

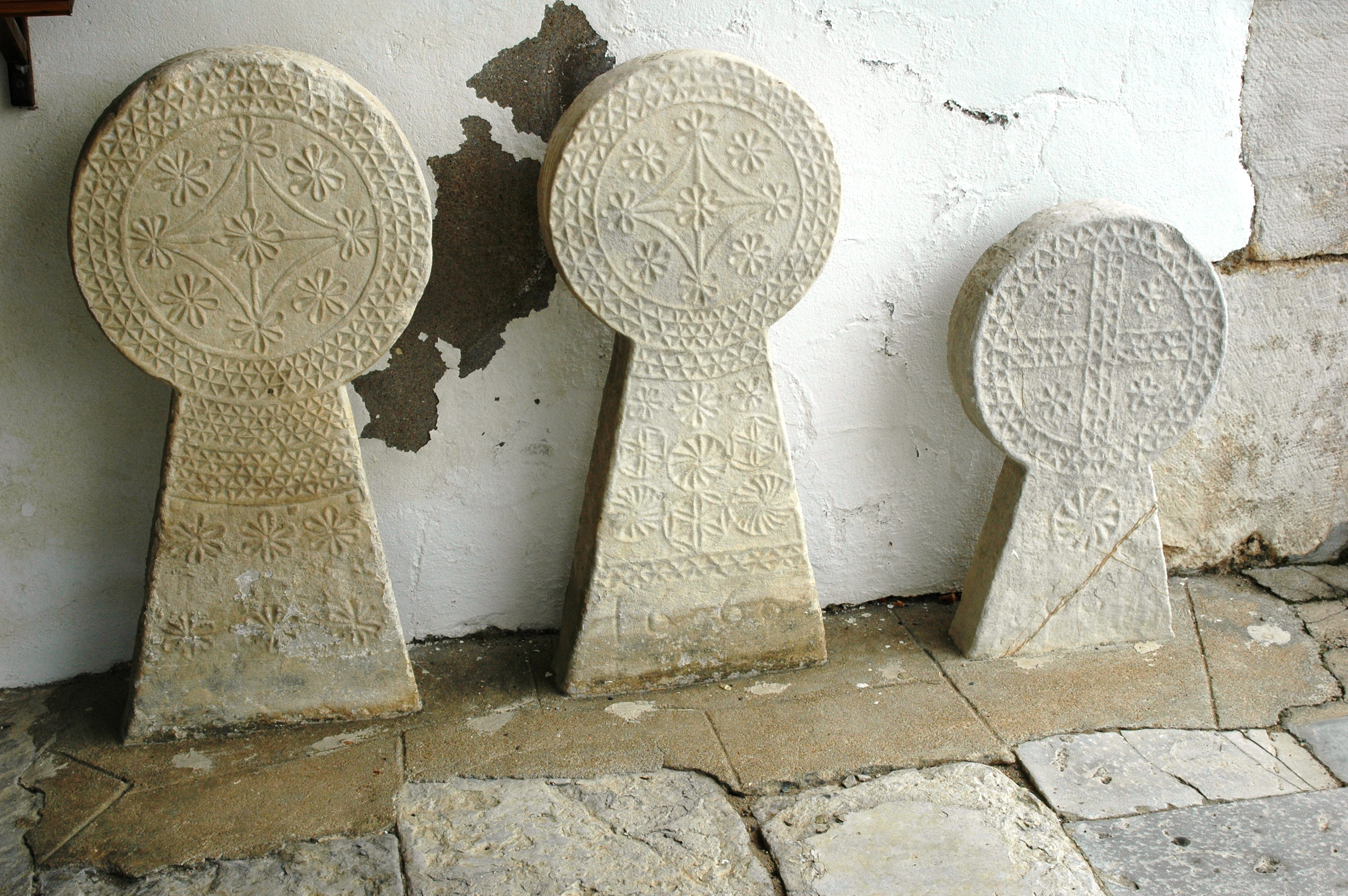
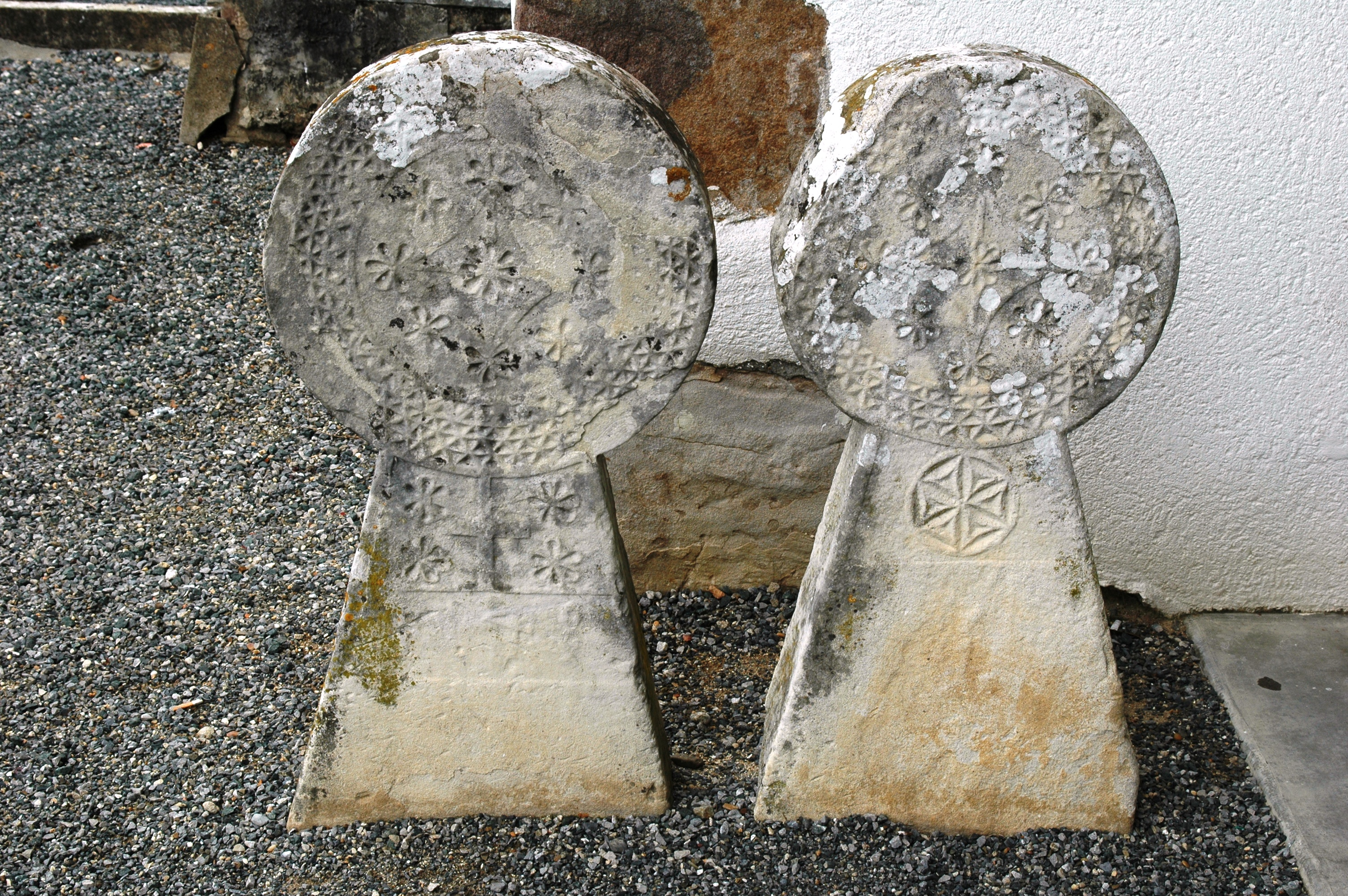
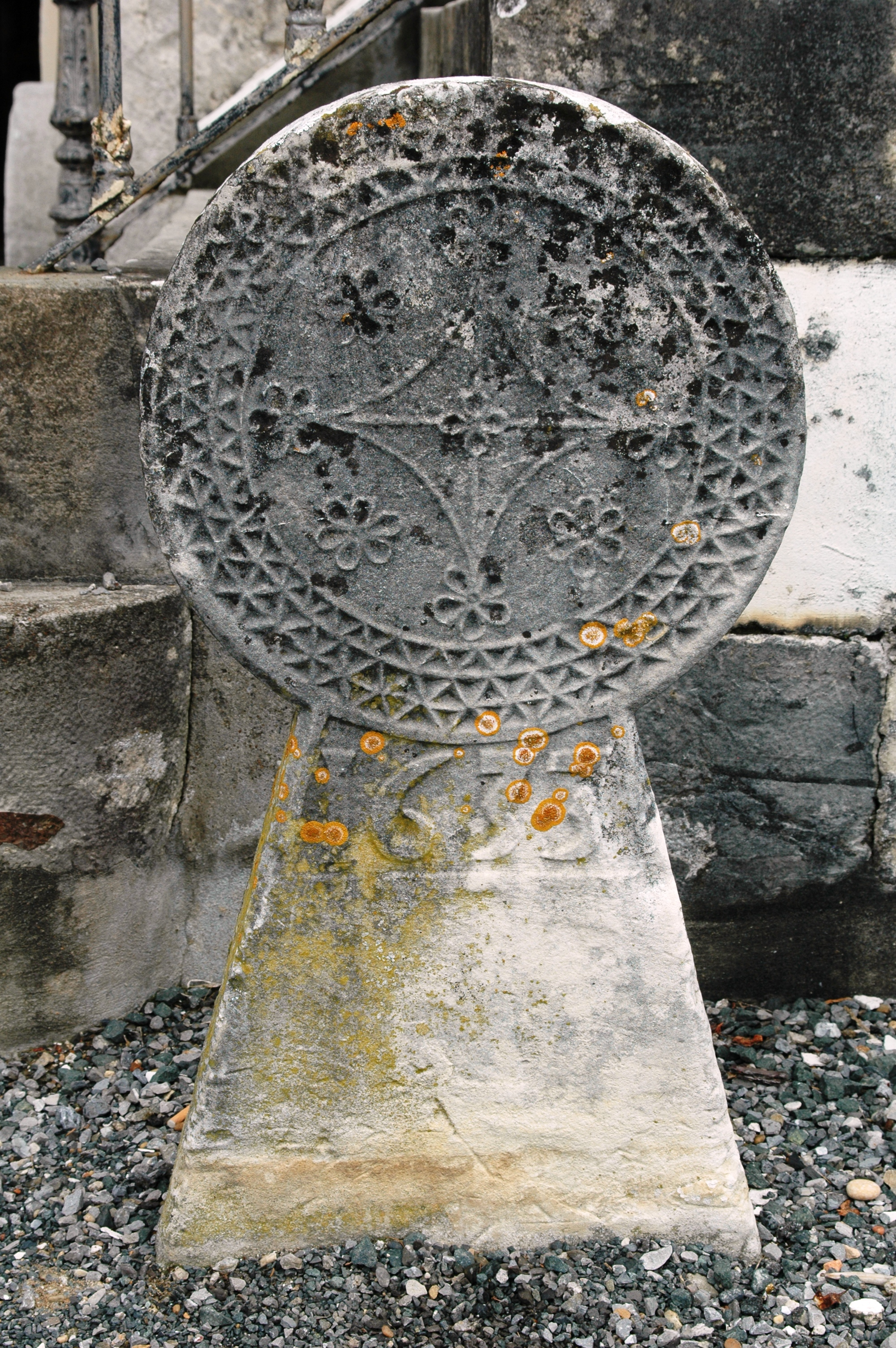
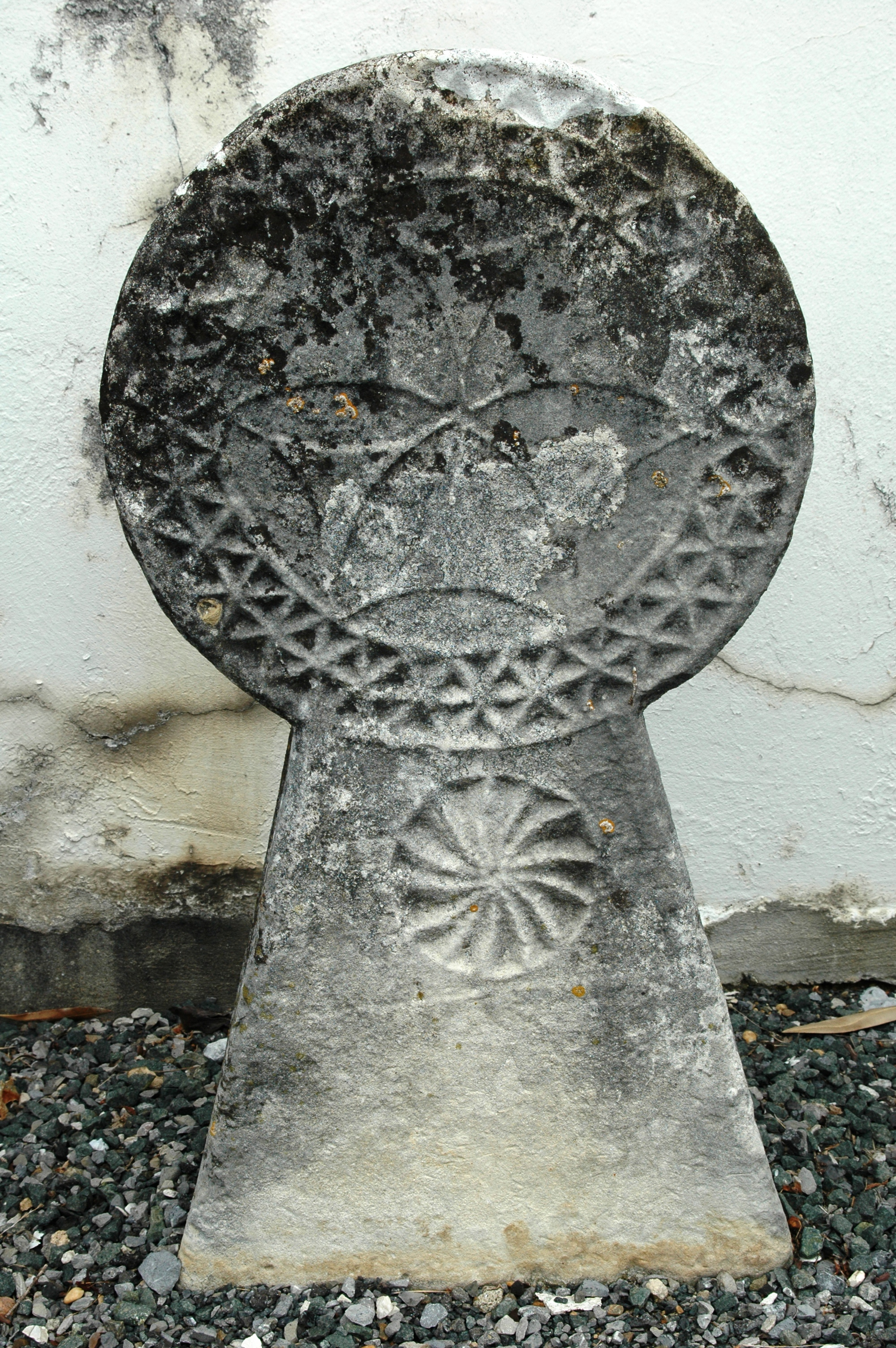
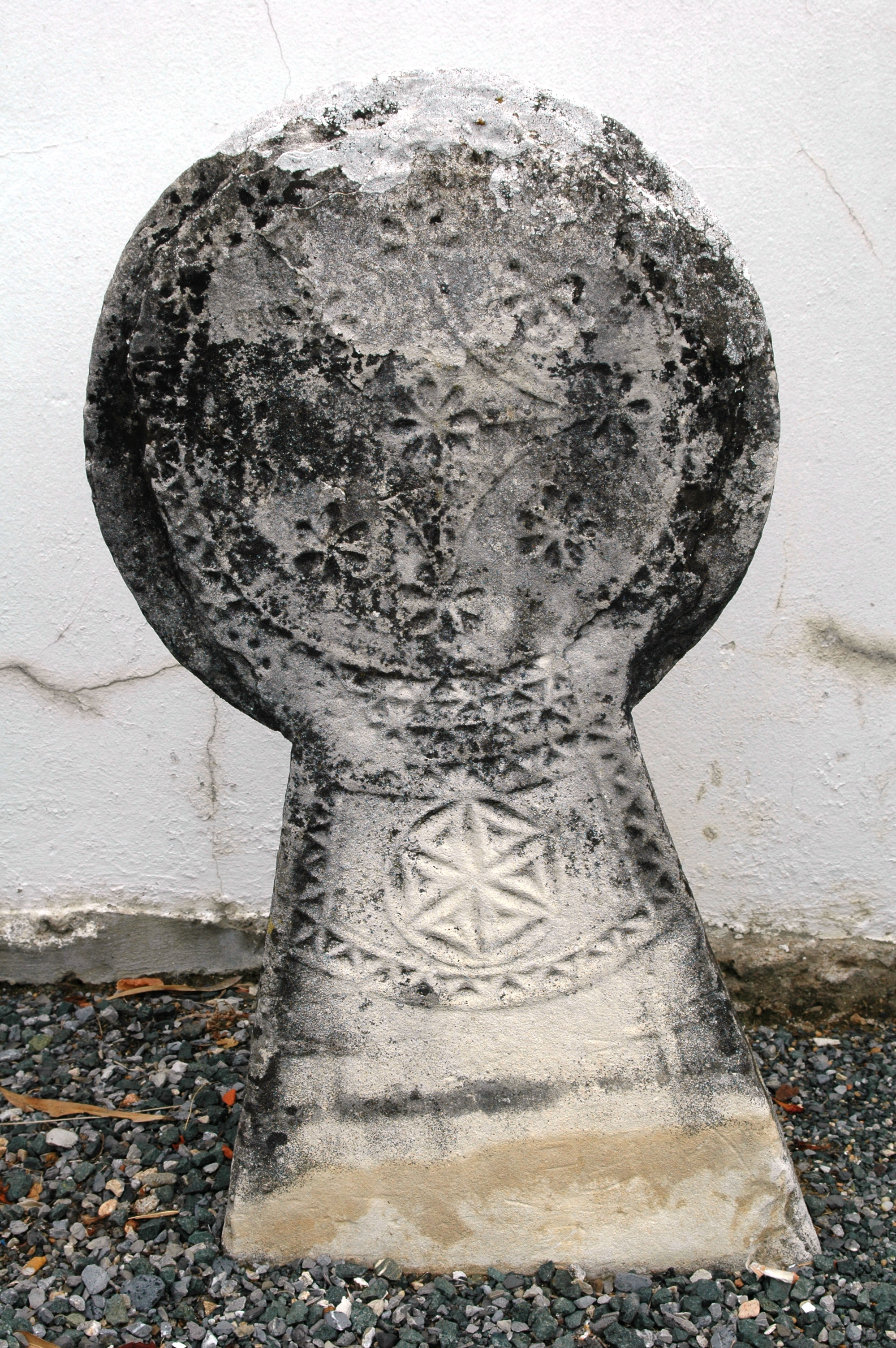
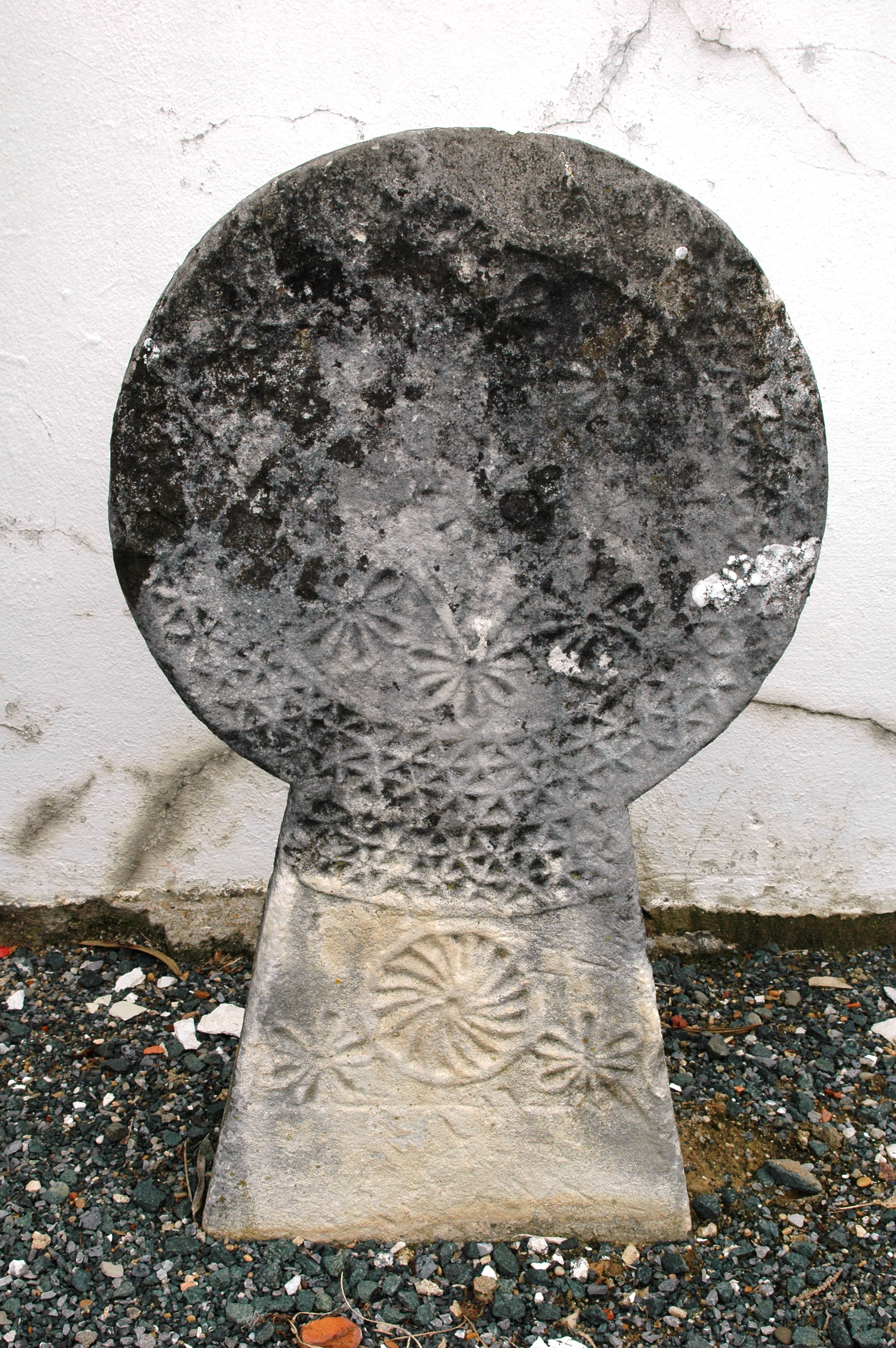
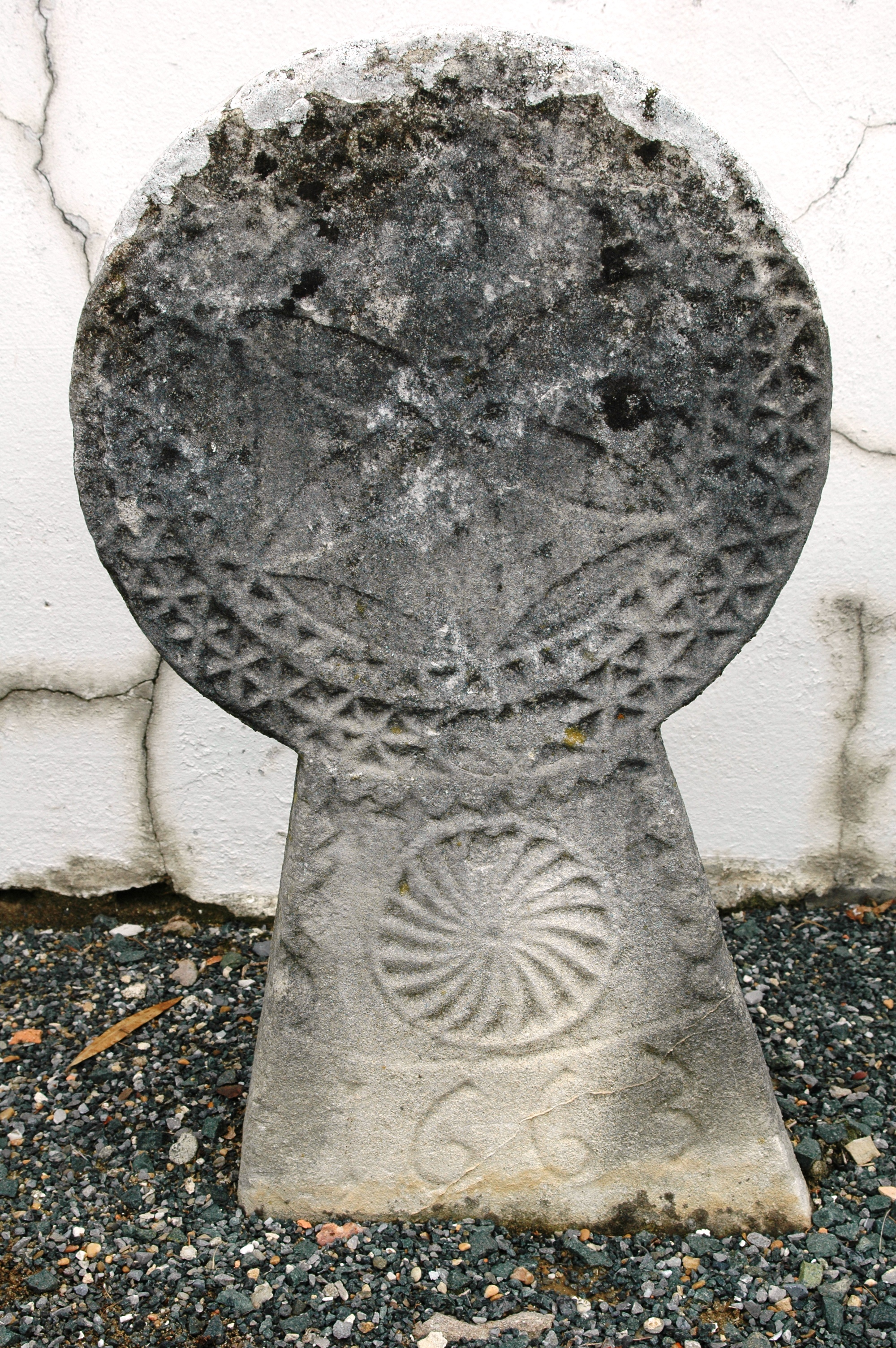
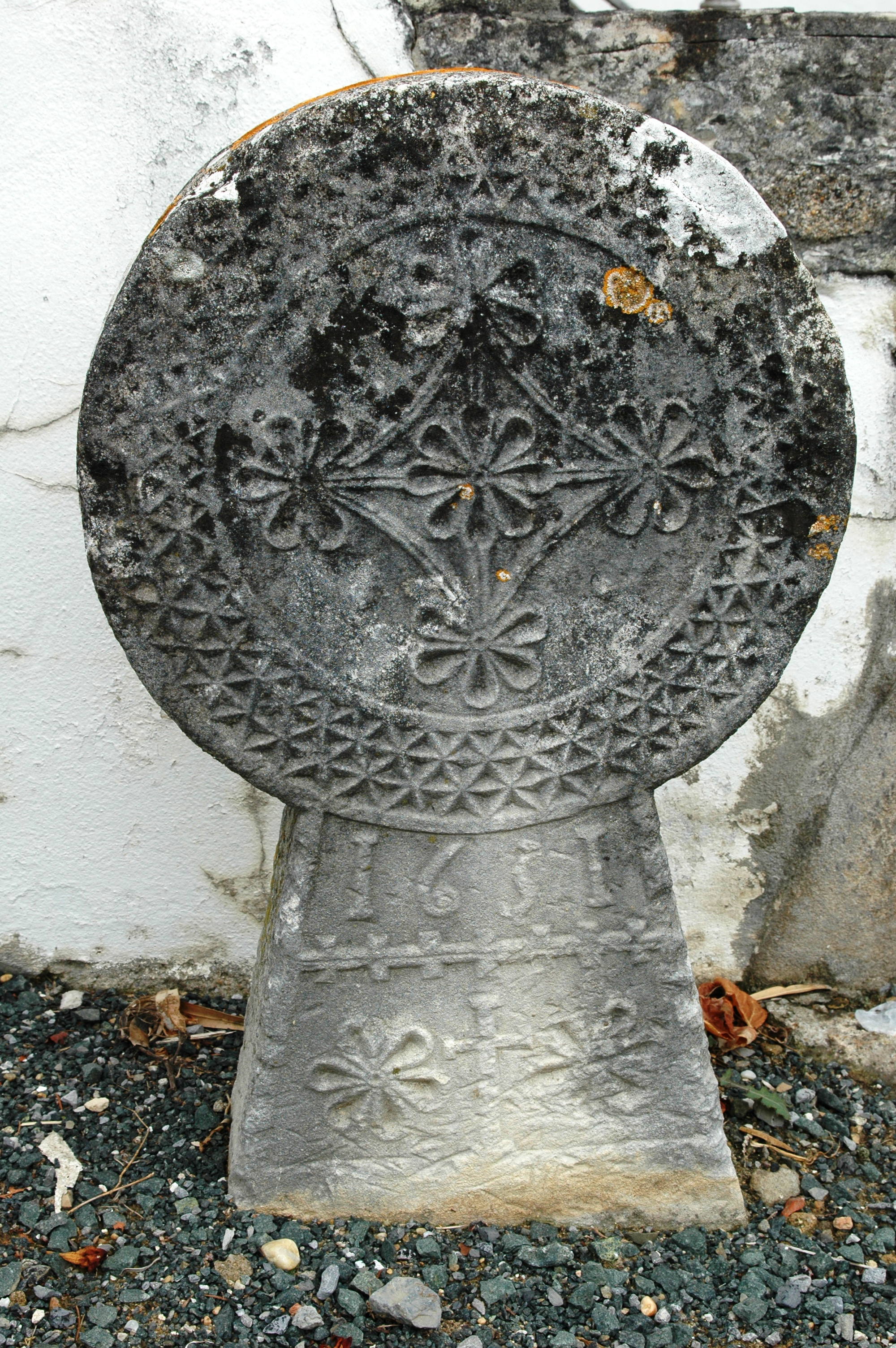

- Esteles discoïdals